# Crassocephalum
 Crassocephalum  Moench, 1794 è un genere di piante angiosperme dicotiledoni della famiglia delle Asteraceae (sottofamiglia Asteroideae).

## Etimologia
L'etimologia del nome del genere deriva dal latino e significa "testa grossa".
Il nome scientifico del genere è stato definito dal botanico Conrad Moench (1744-1805) nella pubblicazione " Methodus Plantas Horti Botanici et Agri Marburgensis" ( Methodus (Moench) 516) del 1794.

## Descrizione

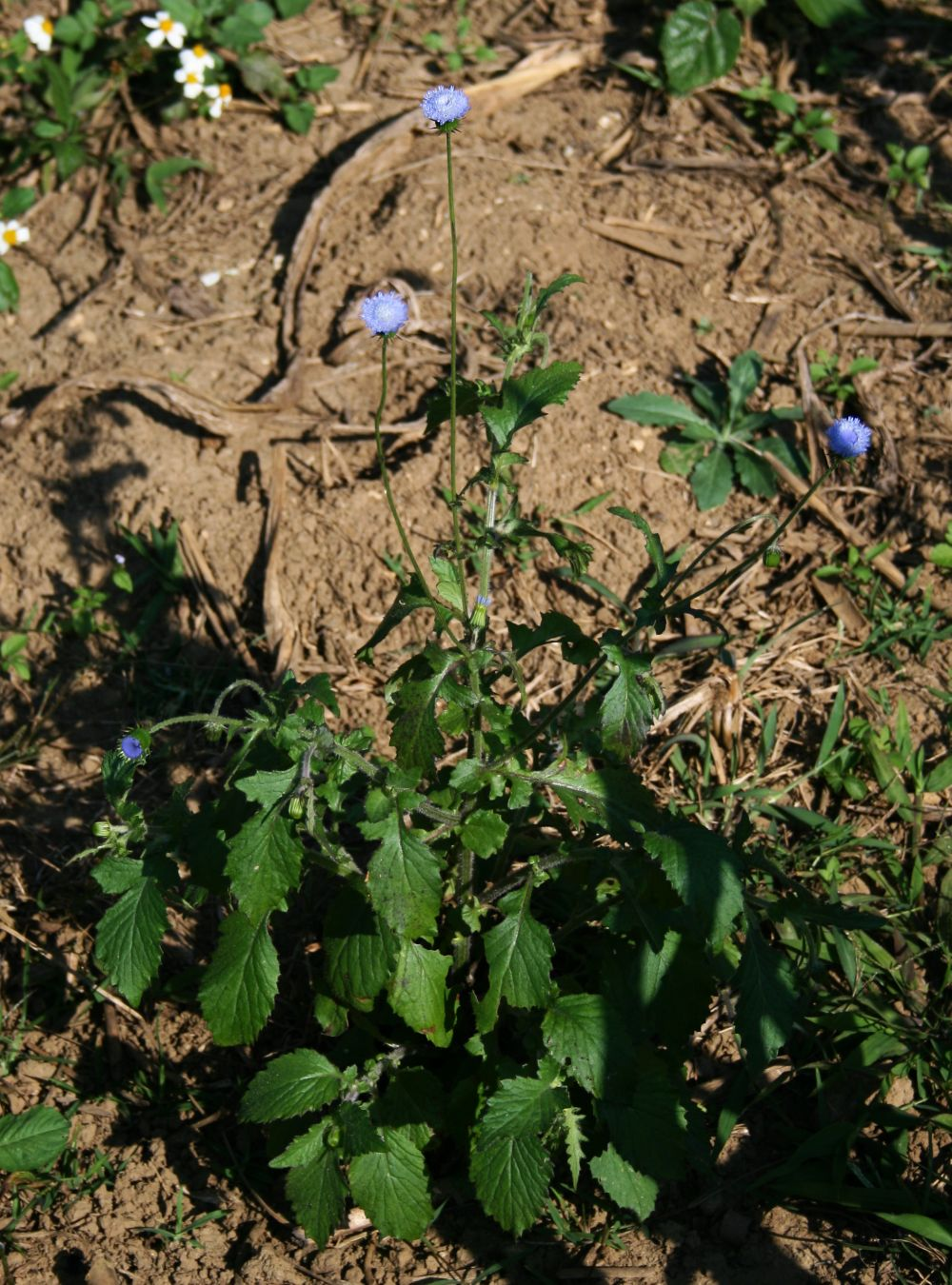
Il portamento
Crassocephalum rubens

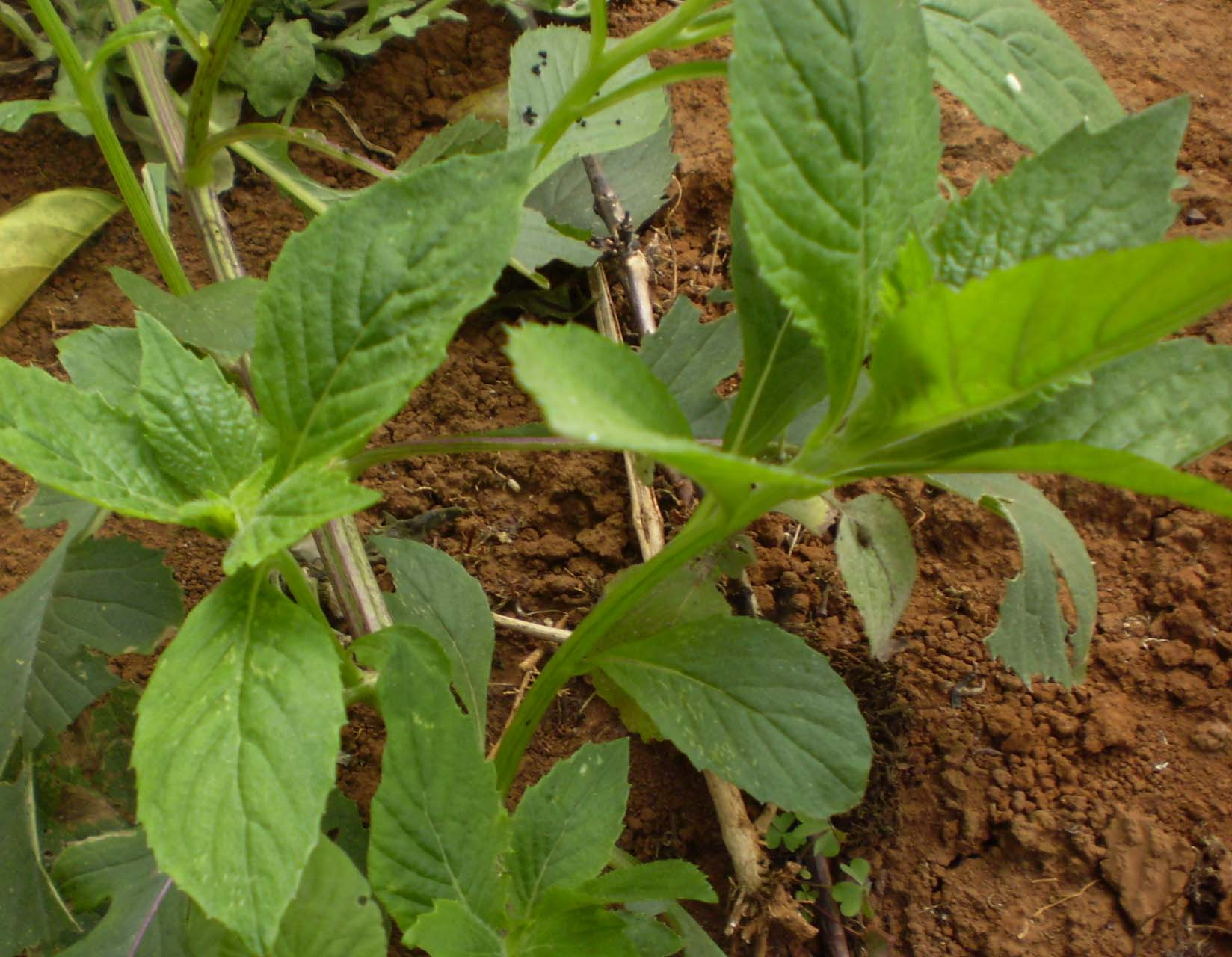
Le foglie
Crassocephalum crepidioides

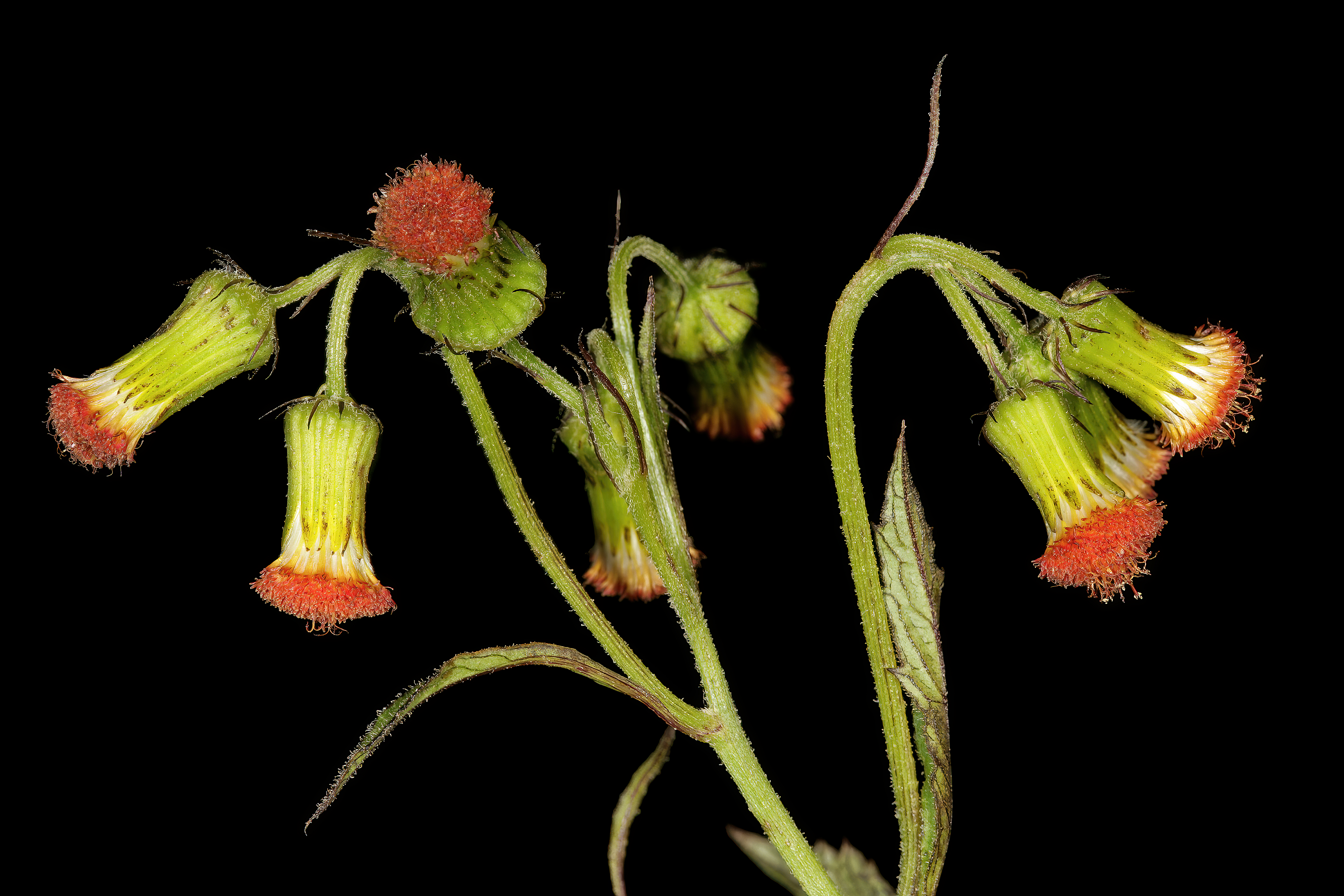
Infiorescenza
Crassocephalum crepidioides

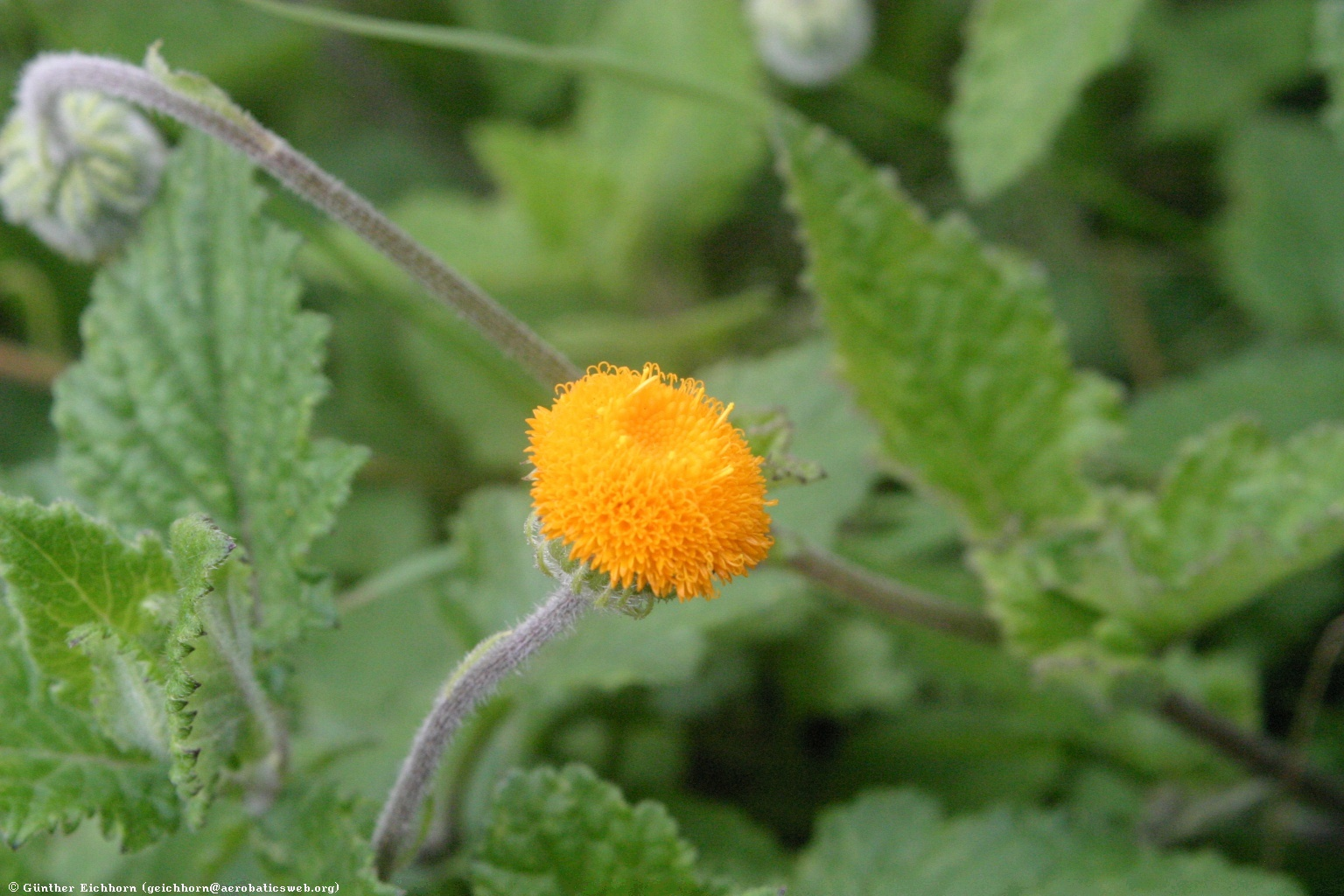
I fiori
Crassocephalum vitellinum

Habitus. Le specie di questo genere hanno un habitus di tipo erbaceo perenne. Le superfici delle piante possono essere sia glabre che pubescenti per peli semplici.
Radici. Le radici in genere sono secondarie da rizoma e possono essere fibrose. I rizomi sono striscianti o legnosi.
Fusto. La parte aerea è eretta; semplice o ramosa.
Foglie. Le foglie cauline, disposte in modo alternato, sono sia picciolate che sessili (quelle superiori); talvolta sono amplessicauli. La forma della lamina è intera o può essere lobata. I margini sono interi o dentati o seghettati. La consistenza della foglia spesso è erbacea.
Infiorescenza. Le sinflorescenze sono composte da capolini (pochi o tanti) organizzati in formazioni corimbose. Le infiorescenze vere e proprie sono formate da un capolino terminale peduncolato di tipo radiato o discoide. Alla base dell'involucro può essere presente un calice formato da brattee fogliacee. I capolini sono formati da un involucro, con forme soprattutto cilindriche, composto da diverse brattee, al cui interno un ricettacolo fa da base ai fiori di due tipi: quelli esterni del raggio e quelli più interni del disco. Le brattee sono disposte in modo embricato di solito su una sola serie e possono essere connate alla base. Il ricettacolo è nudo (senza pagliette a protezione della base dei fiori); la forma è convessa e a volte è alveolato.
Fiori.  I fiori sono tetra-ciclici (formati cioè da 4 verticilli: calice – corolla – androceo – gineceo) e pentameri (calice e corolla formati da 5 elementi). Sono inoltre ermafroditi, più precisamente i fiori del raggio (quelli ligulati e zigomorfi) sono femminili; mentre quelli del disco centrale (tubulosi e actinomorfi) sono bisessuali o a volte funzionalmente maschili.
- Formula fiorale:

*/x K {\displaystyle \infty }, [C (5), A (5)], G 2 (infero), achenio
- Calice: i sepali del calice sono ridotti ad una coroncina di squame.
- Corolla: nella parte inferiore i petali della corolla sono saldati insieme e formano un tubo. In particolare le corolle dei fiori del disco centrale (tubulosi) terminano con delle fauci dilatate a raggiera con cinque lobi. I lobi possono avere una forma da deltoide a triangolare-ovata. Nella corolla dei fiori periferici (ligulati) il tubo si trasforma in un prolungamento da nastriforme o ligulato a filiforme o allargato, terminante più o meno con cinque dentelli. Il colore delle corolle è rosso, arancio, giallo, rosa, porpora, blu o bianco.
- Androceo: gli stami sono 5 con dei filamenti liberi. La parte basale del collare dei filamenti può essere dilatata. Le antere invece sono saldate fra di loro e formano un manicotto che circonda lo stilo. Le antere sono senza coda ("ecaudate") con filamenti stretti; a volte sono presenti delle appendici apicali che possono avere varie forme (principalmente lanceolate). La struttura delle antere è di tipo tetrasporangiato, raramente sono bisporangiate. Il tessuto endoteciale è radiale o polarizzato. Il polline è tricolporato (tipo "helianthoid").[11]
- Gineceo: lo stilo è biforcato con due stigmi nella parte apicale. Gli stigmi sono arrotondati, ma anche lineari con appendici brevemente acuminate; possono inoltre essere ricoperti da minute papille. Le superfici stigmatiche sono separate o parzialmente confluenti, oppure continue.  L'ovario è infero uniloculare formato da 2 carpelli.

Frutti. I frutti sono degli acheni con pappo. La forma degli acheni è oblunga; la superficie è percorsa da diverse coste longitudinali e può essere glabra. Possono essere presenti delle ali o degli ispessimenti marginali. Non sempre il carpoforo è distinguibile. Il colore del frutto può essere nero o bruno. Il pappo è formato da numerose setole snelle.

## Biologia
Impollinazione: l'impollinazione avviene tramite insetti (impollinazione entomogama tramite farfalle diurne e notturne).
Riproduzione: la fecondazione avviene fondamentalmente tramite l'impollinazione dei fiori (vedi sopra).
Dispersione: i semi (gli acheni) cadendo a terra sono successivamente dispersi soprattutto da insetti tipo formiche (disseminazione mirmecoria). In questo tipo di piante avviene anche un altro tipo di dispersione: zoocoria. Infatti gli uncini delle brattee dell'involucro (se presenti) si agganciano ai peli degli animali di passaggio disperdendo così anche su lunghe distanze i semi della pianta. Inoltre per merito del pappo il vento può trasportare i semi anche a distanza di alcuni chilometri (disseminazione anemocora).

## Distribuzione e habitat
Le specie di questo genere sono distribuite in Africa (tropicale e meridionale). Alcune specie sono introdotte e naturalizzate anche in Asia, Anatolia e Australia.

## Tassonomia
La famiglia di appartenenza di questa voce (Asteraceae o Compositae, nomen conservandum) probabilmente originaria del Sud America, è la più numerosa del mondo vegetale, comprende oltre 23.000 specie distribuite su 1.535 generi, oppure 22.750 specie e 1.530 generi secondo altre fonti (una delle checklist più aggiornata elenca fino a 1.679 generi). La famiglia attualmente (2021) è divisa in 16 sottofamiglie; la sottofamiglia Asteroideae è una di queste e rappresenta l'evoluzione più recente di tutta la famiglia.

### Filogenesi
Il genere di questa voce appartiene alla sottotribù Senecioninae della tribù Senecioneae (una delle 21 tribù della sottofamiglia Asteroideae). In base ai dati filogenetici la sottotribù, all'interno della tribù, occupa il "core" della tribù e insieme alla sottotribù Othonninae forma un "gruppo fratello".
I seguenti caratteri sono indicativi per la sottotribù:
- il portamento è molto vario (erbe, arbusti, liane, epifite, alberelli o alberi);
- le foglie sono sia basali che cauline disposte in modo alternato;
- sono presenti capolini sia radiati, disciformi o discoidi;
- le antere sono tetrasporangiate, raramente bisporangiate.

La struttura della sottotribù è molto complessa e articolata (è la più numerosa della tribù con oltre 1.200 specie distribuite su un centinaio di generi) e al suo interno sono raccolti molti sottogruppi caratteristici le cui analisi sono ancora da completare. Il genere di questa voce, nell'ambito della filogenesi della sottotribù, occupa una posizione abbastanza "basale" (si separato precocemente dalla sottotribù) e insieme ai generi Arrhenechthites Mattf., 1938, Dendrocacalia Nakai ex Tuyama, 1936 e Erechtites Raf., 1817 forma un clade ben supportato. In questo clade Crassocephalum e Erechtites formano un "gruppo fratello". A questo clade appartiene anche il gruppo "Senecio s.str." e, nidificato tra i generi Arrhenechthites e Dendrocacalia, la specie Senecio thapsoides che quindi dovrebbe essere esclusa da Senecio.
Il cladogramma seguente (semplificato) mostra l'attuale conoscenza filogenetica di questo gruppo.
|  | Erechtites     |
|  |                |
|  | Crassocephalum |
|  |                |

|  | Arrhenechthites    |
|  |                    |
|  | Senecio thapsoides |
|  |                    |
|  | Dendrocacalia      |
|  |                    |

|  | Erechtites     |
|  |                |
|  | Crassocephalum |
|  |                |

|  | Arrhenechthites    |
|  |                    |
|  | Senecio thapsoides |
|  |                    |
|  | Dendrocacalia      |
|  |                    |

I caratteri distintivi per le specie del genere  Crassocephalum sono:
- il portamento di queste specie è composto da esili erbe;
- le foglie, a consistenza erbacea, sono intere o lobate;
- i capolini, da pochi a tanti, sono grossi;
- l'involucro ha delle forme cilindriche;
- l'habitat è soprattutto tropicale.

Il numero cromosomico della specie è: 2n = 10, 20, 24, 32, 40, 48 e circa 90.

### Elenco delle specie
Questo genere ha 26 specie:
- Crassocephalum baoulense (A.Chev.) Milne-Redh.
- Crassocephalum bauchiense (Hutch.) Milne-Redh.
- Crassocephalum bougheyanum  C.D.Adams
- Crassocephalum coeruleum (O.Hoffm.) R.E.Fr.
- Crassocephalum crepidioides (Benth.) S.Moore
- Crassocephalum ducis-aprutii  S.Moore
- Crassocephalum effusum (Mattf.) C.Jeffrey
- Crassocephalum goetzenii  S.Moore
- Crassocephalum gracile  Milne-Redh. ex Guinea
- Crassocephalum guineense  C.D.Adams
- Crassocephalum kaessnerianum (Muschl.) Lisowski
- Crassocephalum lemuricum (Humbert) Humbert
- Crassocephalum libericum  S.Moore
- Crassocephalum macropappus  S.Moore
- Crassocephalum manampanihense (Humbert) Humbert
- Crassocephalum montuosum (S.Moore) Milne-Redh.
- Crassocephalum paludum  C.Jeffrey
- Crassocephalum picridifolium (DC.) S.Moore
- Crassocephalum radiatum  S.Moore
- Crassocephalum rubens (Juss. ex Jacq.) S.Moore
- Crassocephalum sonchifolium (Baker) Humbert
- Crassocephalum splendens  C.Jeffrey
- Crassocephalum togoense  C.D.Adams
- Crassocephalum torreanum  Lisowski
- Crassocephalum uvens  S.Moore
- Crassocephalum vitellinum (Benth.) S.Moore

### Sinonimi
Sono elencati alcuni sinonimi per questa entità:
- Cremocephalum Cass., 1825